# 香港國際仲裁中心
香港國際仲裁中心（英語：Hong Kong International Arbitration Centre）是香港一個機構，負責協助他人以解決爭議。

## 历史
始於1985年。該組織曾經使用前中央裁判司署作為其總部，現時地址位於香港島中環交易廣場2期38樓。香港國際仲裁中心管理委員會成員包括有梁愛詩和陳方安生等。

## 相關參見
- 中國國際經濟仲裁委員會 (香港)

## 外部連線
- 官方网站